# Aqtöbe
Aqtöbe (in kazako Ақтөбе?) è una città del Kazakistan situata sul fiume Ilek, capoluogo dell'omonima regione.
Il toponimo Aqtöbe deriva dalle parole kazake aq (bianca) e töbe (collina) e fa riferimento alla posizione del nucleo originario della città nel XIX secolo.

## Storia
Il territorio dell'odierna regione di Aqtöbe ha assistito alla nascita e alla decadenza di numerose civiltà e imperi dell'Asia centrale. La regione appare lo scenario principale della storia della Piccola Orda (in kazako Кіші Жуз, in russo Младший Жуз). Il signore della guerra kazako Eset Batyr (in kazako Есет Батыр) fece partire la sua campagna contro gli Zungari proprio da questa regione. Il suo mausoleo è situato a circa 35 km a sud della città, mentre un secondo leader della Piccola Orda, Abul Khair Khan, fece del territorio il suo quartier generale.
Nel marzo del 1869 un contingente russo edificò un forte capace di ospitare 300 unità proprio alla confluenza dei fiumi Kargala e Ilek, lungo la pista per carovane Orenburg - Kazalinsk. Da allora la popolazione slava circostante iniziò a trasferirsi nei pressi del forte, dando inizio alla creazione di fattorie e di un piccolo agglomerato urbano arroccato intorno alla guarnigione russa. Nel 1891 il forte, ormai in piena espansione, assunse il ruolo di distretto e venne ribattezzato Aktjubinsk.

## Clima
A causa della sua posizione il clima subisce forti escursioni termiche durante l'anno. Come risultato si hanno inverni freddissimi, accompagnati da abbondanti nevicate ed estati relativamente brevi ma molto calde. La temperatura media invernale si attesta intorno ai −11 °C e quella estiva sui 23 °C.
| Aqtöbe (1991-2020) Fonte:   | Mesi         | Mesi         | Mesi         | Mesi         | Mesi        | Mesi        | Mesi        | Mesi        | Mesi        | Mesi         | Mesi         | Mesi         | Stagioni | Stagioni | Stagioni | Stagioni | Anno  |
| Aqtöbe (1991-2020) Fonte:   | Gen          | Feb          | Mar          | Apr          | Mag         | Giu         | Lug         | Ago         | Set         | Ott          | Nov          | Dic          | Inv      | Pri      | Est      | Aut      | Anno  |
| --------------------------- | ------------ | ------------ | ------------ | ------------ | ----------- | ----------- | ----------- | ----------- | ----------- | ------------ | ------------ | ------------ | -------- | -------- | -------- | -------- | ----- |
| T. max. media (°C)          | −8,4         | −6,8         | 0,3          | 14,1         | 22,9        | 28,4        | 30,1        | 29,0        | 22,0        | 12,6         | 1,1          | −5,9         | −7,0     | 12,4     | 29,2     | 11,9     | 11,6  |
| T. media (°C)               | −12,5        | −11,7        | −4,6         | 7,6          | 15,6        | 21,1        | 23,0        | 21,2        | 14,2        | 6,1          | −3,0         | −9,8         | −11,3    | 6,2      | 21,8     | 5,8      | 5,6   |
| T. min. media (°C)          | −16,7        | −16,2        | −9,0         | 1,8          | 8,4         | 13,5        | 15,8        | 13,9        | 7,5         | 0,9          | −6,4         | −13,6        | −15,5    | 0,4      | 14,4     | 0,7      | 0,0   |
| T. max. assoluta (°C)       | 4,5 (1912)   | 5,5 (2016)   | 23,6 (2008)  | 30,9 (2010)  | 39,0 (1916) | 40,3 (2021) | 42,2 (1984) | 42,9 (1940) | 38,8 (2017) | 29,7 (2004)  | 17,0 (2012)  | 11,2 (1909)  | 11,2     | 39,0     | 42,9     | 38,8     | 42,9  |
| T. min. assoluta (°C)       | −48,5 (1940) | −45,0 (1917) | −37,0 (1917) | −18,9 (1913) | −7,6 (1969) | −0,9 (1926) | 4,1 (1929)  | 1,0 (1976)  | −7,9 (1909) | −26,3 (1976) | −35,0 (1916) | −41,5 (2002) | −48,5    | −37,0    | −0,9     | −35,0    | −48,5 |
| Nuvolosità (okta al giorno) | 7,0          | 6,1          | 6,0          | 5,7          | 5,1         | 4,9         | 4,5         | 4,4         | 4,7         | 5,8          | 7,1          | 7,1          | 6,7      | 5,6      | 4,6      | 5,9      | 5,7   |
| Precipitazioni (mm)         | 25           | 24           | 30           | 29           | 29          | 30          | 30          | 21          | 17          | 28           | 25           | 29           | 78       | 88       | 81       | 70       | 317   |
| Giorni di pioggia           | 3            | 2            | 4            | 10           | 13          | 12          | 11          | 10          | 10          | 10           | 8            | 4            | 9        | 27       | 33       | 28       | 97    |
| Nevicate (cm)               | 24           | 31           | 27           | 4            | 0           | 0           | 0           | 0           | 0           | 0            | 2            | 12           | 67       | 31       | 0        | 2        | 100   |
| Giorni di neve              | 21           | 18           | 13           | 3            | 0,2         | 0,03        | 0,0         | 0,0         | 0,1         | 4,0          | 13,0         | 20,0         | 59,0     | 16,2     | 0,0      | 17,1     | 92,3  |
| Giorni di nebbia            | 2            | 2            | 4            | 2            | 0,2         | 0,1         | 0,03        | 0,2         | 0,2         | 1,0          | 2,0          | 2,0          | 6,0      | 6,2      | 0,3      | 3,2      | 15,7  |
| Umidità relativa media (%)  | 81           | 79           | 79           | 66           | 57          | 54          | 55          | 54          | 58          | 69           | 80           | 82           | 80,7     | 67,3     | 54,3     | 69       | 67,8  |
| Vento (direzione-m/s)       | S 2,7        | S 2,8        | E 2,6        | E 2,7        | W 2,5       | W 2,3       | NE 1,9      | NW 1,9      | W 2,1       | W 2,3        | W 2,4        | S 2,4        | 2,6      | 2,6      | 2,0      | 2,3      | 2,4   |

## Infrastrutture e trasporti
La città è servita dall'aeroporto di Aktyubinsk, che dista pochi chilometri dal centro.

## Sport

### Calcio
La squadra principale della città è l'Aqtöbe.